# Moszomerkorst
De moszomerkorst (Vezdaea retigera) is een korstmos behorend tot de Vezdaeaceae. Hij komt voor op heide en stuifzand, op steen en op de grond. Hij leeft in symbiose met de alg Leptosira.

## Verspreiding
In Nederland komt de moszomerkorst zeer zeldzaam voor.